# Ptisana howeana
Ptisana howeana là một loài dương xỉ trong họ Marattiaceae. Loài này được W.R.B. Oliv. Murdock mô tả khoa học đầu tiên năm 2008.